# Okpo-eup
Okpo-eup (koreanska: 옥포읍)  är en köping i landskommunen Dalseong-gun i provinsen Daegu, i den centrala delen av Sydkorea, 240 km sydost om huvudstaden Seoul.
Okpo-eup fick status som köping (eup) 1 november 2018. Dessförinnan hade den status som socken (myeon) och hette Okpo-myoen (옥포면).